# L'immensità (chanson)
Ne doit pas être confondu avec L'immensità (film).
L'immensità est une chanson italienne écrite par Don Backy et Mogol et composée par Detto Mariano,.
Don Backy, couplé à Johnny Dorelli, l'a lui-même présentée au public au Festival de Sanremo de 1967 (it) (c'est le premier Festival de Sanremo dans lequel Don Backy participe). La chanson s'est classée seulement neuvième, mais le public l'a aimée. La chanson est devenue très populaire et est considérée comme l'une des meilleures chansons italiennes de cette époque.

## Reprise
La chanson a été reprise par de nombreux artistes, parmi lesquels Gianna Nannini (en 2014).